# Blaue Berge (Niger)
Die Blauen Berge (französisch: Montagnes Bleues, Tuareg: Izouzadene oder Izouzaoenehe) sind ein bis zu 921 m hohes Vorgebirge des Aïr im Niger, das etwa 30 km ostnordöstlich der Ortschaft Iférouane liegt.

## Geographie

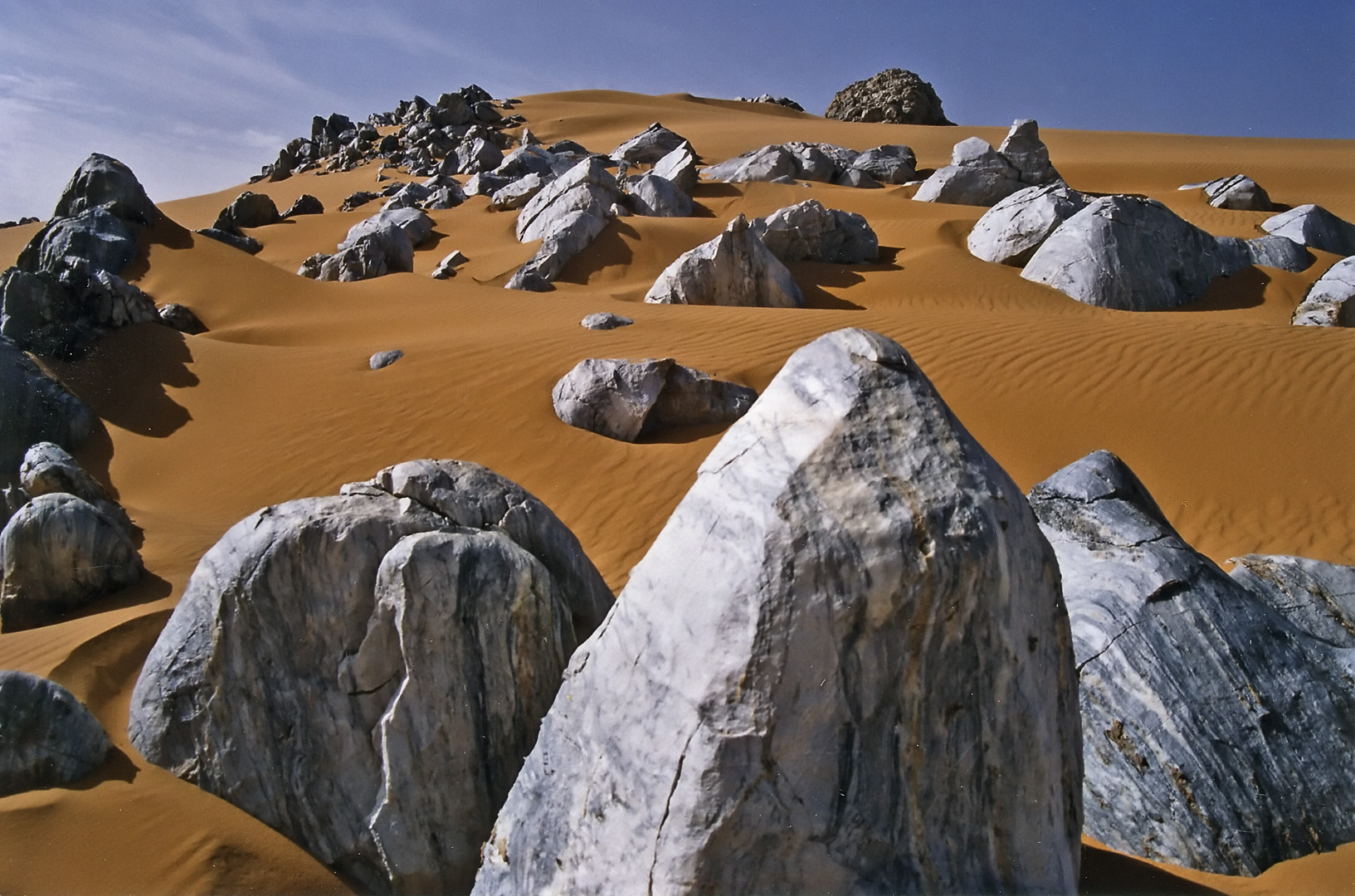
Bläulich schimmernde Felsen in den Blauen Bergen

Die Blauen Berge befinden sich am östlichen Rand des Hochgebirges Aïr in der Wüste Ténéré. Sie gehören administrativ zum Departement Iférouane und sind Teil des UNESCO-Welterbes Naturreservat Aïr und Ténéré. Außerdem liegen sie in einem Addax-Schutzgebiet.
Die charakteristischen Cipollino-Blöcke der Blauen Berge sind unter hohem Druck und hohen Temperaturen aus  marinem Kalkstein entstanden. Ihr bläuliches Schimmern vor dem orangen Wüstensand hat dem Gebirge seinen Namen gegeben. Das Schimmern entsteht durch Anteile verschiedener Minerale, darunter Glimmer und Serpentin, sowie durch ein Brechen des Lichts in der kristallinen Struktur des Gesteins und ein selektives Rückstrahlen des blauen Lichtanteils.
Die Blauen Berge sind ein Refugium für paläarktische Zugvögel inmitten der Wüste. Für das Gebirge typische Gehölzpflanzen sind Acacia ehrenbergiana und Acacia raddiana. Charakteristische krautige Pflanzen sind die Alexandrinische Senna (Cassia senna), die Koloquinte (Citrullus colocynthis) und mehrere Fagonia-Arten.